# Jean-Claude Wuillemin
Jean-Claude René André Désiré Wuillemin (22 de junho de 1943 — 2 de novembro de 1993) foi um ciclista de estrada francês que representou França nos Jogos Olímpicos de Verão de 1964 em Tóquio, onde terminou em sexto na corrida de 100 km contrarrelógio por equipes. Profissional de 1965 a 1967, Wuillemin competiu na Volta a Espanha, obtendo uma vitória de etapa na edição de 1965.